# Вајмангу
Вајмангу (Waimangu Geyser) је био највећи гејзир на свету, у време свог постојања, између 1900. и 1904. године. Налазио се на Северном острву Новог Зеланда, у близини града и језера Роторуа. Избацивао је воду обично до 150 m висине, али су понекад ерупције биле високе и до 460 m. Нестао је након појаве клизишта у новембру 1904. Вода коју је избацивао гејзир, била је црна са блатом и камењем. Отуда и назив Вајмангу, што значи „црне воде“ на маорском језику. Четворо туриста је настрадало 31. августа 1903, изненадном ерупцијом, приближивши се превише гејзиру
- Извержение гейзера Ваймангу. Фотография из книги «Picturesque New Zealand» 1913 года.
- Гейзер Ваймангу около 1910 г.
- Современное состояние места, где ранее располагался гейзер Ваймангу